# Tren Araucanía
Tren Araucanía es una red de servicios de tren de cercanías que conecta Temuco con las provincias de Malleco y Cautín en la Región de La Araucanía, Chile, y es operado por la Empresa de los Ferrocarriles del Estado. 
A través de los servicios Pitrufquén-Temuco y Victoria-Temuco, cuenta con 25 servicios diarios y presta servicios a ocho comunas de la región: Victoria, Perquenco, Lautaro, Vilcún, Temuco, Padre Las Casas, Freire y Pitrufquén.
En 2023 transportó 663.000 pasajeros anuales, creciendo un 39% respecto al año anterior.Al año siguiente, llegó a 720 mil pasajeros anuales, creciendo un 8% respecto al año anterior.

## Características
El lunes 25 de abril de 2024, el Ministerio de Transportes y Telecomunicaciones Juan Carlos Muñoz presentó el denominado Plan de Desarrollo Tren Araucanía 2024-2025, un paquete de inversión que considera diferentes proyectos orientados a conectar la Región de la Araucanía a través de servicios de cercanías.
De esta forma, el denominado Tren Araucanía pasó a englobar los dos servicios ferroviarios en funcionamiento en aquella región: Tren Victoria-Temuco y Tren Pitrufquén-Temuco.

## Expansiones y nuevos proyectos (2024-)
En marzo de 2024, la Empresa de los Ferrocarriles del Estado inició los procesos de contratación para recuperar la infraestructura correspondiente del Tren Gorbea-Temuco (actual Tren Pitrufquén-Temuco) y anunció los estudios preliminares del Tren Labranza-Temuco.
En mayo del mismo año, Eric Martin, presidente de EFE, estimó que el Tren Araucanía podría superar el millón de pasajeros anuales en 2024.
En junio de 2025, EFE adjudicó las obras de extensión del servicio a la estación Gorbea, las cuales comenzarían en diciembre del mismo año, y la construcción de las estaciones Huérfanos y Vista Volcanes, las cuales entrarían en operación en 2028.